# Ghiacciaio Harbord
Il ghiacciaio Harbord è un ghiacciaio lungo circa 26 km situato nella parte nord-occidentale della Dipendenza di Ross, nell'Antartide orientale. Il ghiacciaio, il cui punto più alto si trova a circa 800 m s.l.m., si trova sulla costa di Scott, nella regione settentrionale delle montagne del Principe Alberto, dove fluisce verso est, a partire dal versante meridionale del monte George Murray e scorrendo a sud della penisola Whitmer, per poi entrare nel mare di Ross formando anche una lingue glaciale lunga circa 15 km.

## Storia
Il ghiacciaio Harbord è stato scoperto e mappato dalla squadra settentrionale della spedizione Nimrod, svolta da 1907 al 1909 e comandata da Ernest Shackleton, e così battezzato in onore di A. E. Harbord, secondo ufficiale del veliero Nimrod, la nave usata nella spedizione, a partire dal 1909.